# Final da Copa do Mundo de Ginástica Artística de 1977
A segunda edição da Copa do Mundo de Ginástica Artística foi realizada na cidade de Oviedo, na Espanha, em 1977 e contou com as provas do individual geral masculino e feminino.

## Medalhistas
| Evento           | Ouro                                        | Prata             | Bronze                    |
| ---------------- | ------------------------------------------- | ----------------- | ------------------------- |
| Masculino        |                                             |                   |                           |
| Individual geral | URS Nikolai Andrianov URS Vladimir Markelov | nenhum            | URS Alexander Tkachev     |
| Feminino         |                                             |                   |                           |
| Individual geral | URS Maria Filatova                          | GDR Steffi Kräker | URS Natalia Shaposhnikova |

## Quadro de medalhas
| Ordem | País              | Medalha de ouro | Medalha de prata | Medalha de bronze | Total |
| ----- | ----------------- | --------------- | ---------------- | ----------------- | ----- |
| 1     | União Soviética   | 3               |                  | 2                 | 5     |
| 2     | Alemanha Oriental |                 | 1                |                   | 1     |
| TOTAL | TOTAL             | 3               | 1                | 2                 | 6     |